# 테르모필룸속
테르모필룸속은 테르모필룸과의 유일속이다.